# Młot spalinowy
Młot spalinowy – młot kafarowy tłokowy, który pracuje na zasadzie obiegu dwusuwowego silnika spalinowego, tj. element ruchomy (tłok lub cylinder) spadając oddaje część energii kinetycznej na element pogrążany, a część na sprężanie powietrza potrzebnego do dalszego cyklu pracy silnika spalinowego.